# Anita Among
Anita Annet Among (née le 23 novembre 1973) est une comptable, avocate et politicienne ougandaise qui est présidente du 11e Parlement ougandais depuis 2022. Elle est également simultanément députée élue de la circonscription féminine du district de Bukedea, le même poste qu'elle a occupé lors de la 10e législature (2016-2021). Elle est membre du parti FDC avant de rejoindre le NRM au pouvoir, où elle est élue vice-présidente de la 10e législature. Elle est nommée dans la plainte pour torture déposée contre le gouvernement ougandais auprès de la Cour pénale internationale.

## Enfance et formation
Among est née dans le district de Bukedea le 23 novembre 1973. Elle fréquente les écoles locales pour ses études primaires et secondaires. Elle obtient un bachelor en administration des affaires de l'université Makerere en 2005. En 2008, elle obtient une maîtrise en administration des affaires, également de l'université Makerere,.
En 2018, Among est diplômée de l'université internationale de Kampala (en), avec un bachelor en droit. À cette époque, elle est en train d'obtenir le diplôme d'expert-comptable agréé (en).

## Carrière
De 1998 à 2006, Among travaille à la Centenary Bank (en), l'une des plus grandes banques commerciales du pays. Au moment de son départ en 2006, elle a accédé au rang de directrice d'agence. Pendant les dix années précédant son élection au Parlement, elle est chargée de cours en comptabilité à la Makerere University Business School et à l'Université internationale de Kampala.

### Politique
Lors de deux cycles d'élections parlementaires en 2007, lors de la création du district de Bukedea, et en 2011, Among perd le siège de représentante du district au profit de Rose Akol, du parti politique Mouvement de résistance nationale (NRM).
Among, membre de longue date du parti d'opposition Forum pour le changement démocratique (FDC), se présente en 2016 comme candidate indépendante. Elle gagne et devient la députée sortante.
En 2020, elle rejoint le Mouvement de Résistance Nationale (NRM) après s'être brouillée avec son parti FDC, et remporte les primaires du parti. Lors des élections générales de 2021, Among est l'une des rares législatrices à avoir été élue sans opposition pour rejoindre la 11e législature, bien que sa victoire soit controversée car la commission électorale a empêché la nomination de certains de ses concurrents,,,,,,.
Among déclare sa candidature au poste de vice-présidente du 11e parlement ougandais,,,.
Among est élue nouvelle présidente du Parlement ougandais le 25 mars 2022, en remplacement de Jacob Oulanyah, l'ancien président du Parlement ougandais, décédé à Seattle, Washington,,.
En 2023, elle exhorte les membres de l’Assemblée nationale ougandaise à soutenir un nouveau projet de loi qui rendrait illégal le simple fait de s’identifier comme LGBT et risquerait jusqu’à dix ans d’incarcération.
Au cours de la 10e législature, Among est vice-président de la Commission des commissions, des autorités statutaires et des entreprises d'État (COSASE),,.

## Sanctions internationales
Le 30 avril 2024, le ministère britannique des Affaires étrangères annonce des sanctions personnelles contre Anita Among et deux autres hauts responsables ougandais dans le cadre de son régime mondial de sanctions anti-corruption pour leur implication dans des faits de corruption importants, la soumettant ainsi à un gel de ses avoirs et à une interdiction de voyager,. Elle est nommée dans la plainte pour torture déposée contre le gouvernement ougandais auprès de la Cour pénale internationale.

## Vie privée
Among et son mari Moses Magogo Hassim ont une paire de jumeaux. Ce qui lui vaut le titre de Nnalongo en Ouganda. Elle l'a présenté à ses parents lors d'une cérémonie de mariage traditionnelle. Selon certaines rumeurs, elle aurait également un fils avec l'un des responsables du Forum pour le changement démocratique dans l'ouest de l'Ouganda, Patrick Baguma Atenyi.